# In certi momenti
In Certi Momenti est un album de musique d'Eros Ramazzotti sorti en 1987.

## Liste des pistes
| No  | Titre                          | Durée |
| --- | ------------------------------ | ----- |
| 1.  | Questo mio vivere un po' fuori |       |
| 2.  | Ok ci sto                      |       |
| 3.  | La luce buona delle stelle     |       |
| 4.  | Il gioco della verità          |       |
| 5.  | Ma che bello questo amore      |       |
| 6.  | Ciao pà                        |       |
| 7.  | Cose che ho visto              |       |
| 8.  | Libero dialogo                 |       |
| 9.  | Occhi di speranza              |       |
| 10. | Senza perderci di vista        |       |